# 福田純
福田純（1923年2月17日—2000年12月3日）是长春出身的日本電影導演

## 學歷
- 日本大學藝術學部

## 生平
1923年出生於中國吉林省長春縣（今長春市）。由於父親於南滿洲鐵道株式會社工作，童年於中國東北度過。

## 電影生涯
西元1946年加入東寶公司，因為一開始不可能直接就升為導演，所以需要在每個導演一旁助理、學習，他所跟著的導演有本多豬四郎和稻垣浩兩位，十四年後終於正式成為導演，和本多豬四郎都是當時特攝作品首屈一指的導演，人稱「俊英」，執導電影內容以輕快為主，西元2000年，福田死於肺癌，享年77歲。

## 作品
- 可怕的玩火（1959年）
- 電送人間（1960年）
- 暗黑街擊滅命令（1961年）
- 暗黑街之牙（1962年）
- 日本的若大將（1962年）
- 夏威夷的若大將（1963年）
- 國際秘密警察 虎牙（1964年）
- 暗黑街全滅作戰（1965年）
- 100發100中（1965年）
- 怒濤一萬浬（1966年）
- 哥吉拉·伊比拉·摩斯拉 南海大決鬥（1966年）
- 怪獸島決戰 哥吉拉之子（1967年）
- 100發100中 黃金之眼（1968年）
- 紐西蘭的若大將（1969年）
- 地球攻擊命令 哥吉拉對蓋剛（1972年）
- 哥吉拉對梅加洛（1973年）
- 哥吉拉對機械哥吉拉（1974年）
- 特異功能大作戰（1974年）
- 惑星大戰爭（1977年）